# サバイバル (漫画)
『サバイバル』は、さいとう・たかをによる日本の漫画。1976年38号から1980年52号にかけて『週刊少年サンデー』（小学館）にて連載された。話数カウントは「DANGER-」（デンジャー）（リイド社廉価版では「MIRACRE-」、ANOTHER STORYの廉価版では「ACCIDENT-」）。
突如発生した世界的な地殻変動による巨大地震に遭遇して生き残った少年・鈴木サトルが、過酷きわまる環境で生き抜こうとする姿を描く。さいとう・たかをが描く少年漫画の代表作の1つである。

## あらすじ
洞窟を探検していた鈴木サトルとその友人たちは、突然の大地震に襲われる。それが収まった後、サトルだけは何とか洞窟から抜け出して助かったが、外は信じられない光景と化していた。
陸続きだったはずの土地はほとんどが大地震によって水没し、周囲をすべて海に囲まれた島になっていた。一緒に行動していた友人たちはいうまでもなく、誰も居ないその島に残されてしまったサトルは、生き延びるためにさまざまな知識や技術を身につけると海を越えて東京へ渡り、変わり果てた世界を改めて実感したうえで行方不明の家族を探す旅に出る。
最終的には、地質学者であった父がとある村の地滑りを防ごうとするも、それを理解しない村民たちと対立した果てに落盤に遭い、死亡していたことが判明する。サトルは協力者と共に地滑りを防ぎ、父の名誉を回復する。そして、母と姉が村付近の山の麓で生きていることが分かり、サトルがそこへ向かうところで物語は終わる。

## 登場人物
鈴木サトル
本編の主人公の中学生。友人たちと洞窟を探検中に世界規模の大地震に見舞われる。地震により変わり果てた光景を目の当たりにするが、それでも文明が崩壊した世界の中を家族との再会を夢見て旅に出る。当初は、文明人特有の食物の好き嫌いや甘えなどが目立つが、幾多の生死の境をくぐり抜けることにより「少年」からたくましい「男」に成長していく。
物語開始当初のナレーションでは「サトル」ではなく「少年」とのみ表記され、本人が名乗るまで本名は明記されていなかった。
人物
震災前は切手収集を趣味とする平凡な中学生だったが、過去に周りの人物から得た生活の知恵や、地震後のサバイバル生活での実体験を元に、生きる上で様々な知識を身につけて生活している。感情が豊かで泣くことも多いが、様々な経験を積んでいく内に強い精神力も身につける。
中学では野球部に所属していた模様。
初登場時は13歳で、地震1ヶ月後に14歳になっており、作中で数年を過ごしている。
家族は、地震前に父（鈴木信一郎）・母・姉（恵）と暮らしていた。辰野と出会った時点でサトルが「父が42歳、母が40歳。姉さんは、17歳で母より背が高い」と発言している。田舎には祖母が住んでおり、年長者の知恵で腹痛などに効くとされるクマノイやしもやけに効くとされるユキノシタなどを教わった。
当初は鶏肉が大の苦手だったが、大地震から程なくして克服している。
アキコに恋愛感情を抱いていることを自覚し、相思相愛となったが、彼女はその直後に亡くなる。
食生活
地震前は好き嫌いが多かったが、被災を通してそれらを克服したばかりか、ミミズでさえも強引に食すほどの悪食になってまで生き抜いて行く。
島で生活していた頃は、原始人のような生活で手製の弓、やりなどで熊やカモシカを狩って食糧としていた。また、アキコと協力して釣りで魚を釣ったり、鳥を捕まえたり、貝を捕って食べていた。当初は生魚を苦手としていたが、後に克服。野菜類の乏しい生活環境下で、貴重な栄養源を確保していた。
野草やキノコを食べて食べられるかどうか、また薬草についても殆ど知識がなかったためそれぞれ手当たり次第に口に入れた。毒キノコや毒草に体調を崩すこともあったが、こういった経験から食糧や薬草の知識を身につけていった。
島を出て別の陸地に渡った後も、他の動物は勿論、毛虫などの虫やカタツムリを食べたり、デパートで本を読み屋上に家庭菜園を作るなどした。
その他
創作を得意とする。木や葉などを使って家を建てた他、家族に会う一心でハンググライダーをポスターを見てあり合わせの材料で作り、断崖絶壁を一発勝負で飛んだこともある。
陸地を出た後、男から車の運転を教わり、アマチュア無線を使って志賀老人と通信する。
地震後の島での生活でネズミに食料を荒らされる被害に遭っていた頃には、フライデーと名付けたネズミを捕食するフクロウの相棒ができるが、数日後に獰猛なネズミたちに命を奪われてしまった。他にも小犬のシロ（後述）や脱獄犯罪者達に食われて命を落とすインコと旅を共にしている。手製のハンググライダーを製作中、一羽の烏がそばでずっと様子を見ており、グライダーが完成し崖の上から飛び立った際、しばしの間共に飛行した。その後は不明。
アキコ
洞窟の周辺が水没した後、向かいの島から渡ってきた若い女性。サトルが震災後、初めて出会った人間である。友人たちとS高原の湖畔で過ごしていた際に被災した。サバイバル生活に疎く、文明人の感性を捨てられずにサトルを悩ませる。そのため、食糧を狙うネズミに餌を与えて被害を大きくしたり、動物を殺して肉を手に入れるサトルに対し「動物を殺してかわいそう」と発言したり、魚を食べるとアレルギーが出るので食べられないなど、慣れないサバイバル生活に憔悴する。
やがて病にかかり、また、地震で生き別れになった俊夫という恋人を想うあまり精神をも患う。後に正気を取り戻しサトルと結ばれるが、すでに衰弱しきっており、翌朝サトルの目覚める前に息を引き取る。
ミミズが苦手なため、釣りの時はサトルがエサ用のミミズを釣り針につけていた。また、食料が乏しく長期間にわたって魚を食べる食生活に馴染めず、魚を食べるとじんま疹の症状が出るようになった。
手先は器用で、以前父親が作ったのを真似てかすみ網を作ったり、試行錯誤を繰り返して土器を作るなどでサバイバル生活に貢献した。
フライデー
雪で翼が濡れて飛べなくなったところをサトルに食料として捕獲されたフクロウ。
洞窟で暮らすサトルを悩ませていたネズミを捕食したことから、ネズミ対策として飼われることになる。しかし、数日後、サトルが出かけた昼間にネズミの大群に殺される。
蛇
土器用の土を採っている際に偶然見つかった蛇。ネズミ除けのために飼育したところ、それまで悩まされ続けていたネズミがぱたりと現れなくなった。
男
サトルが壊滅した東京で出会った男。サトルが震災後、2番目に出会った人間である。本名不明のためナレーションで「男」と呼ばれている。洞窟の中にいたため、東京の状況を知らなかったサトルに災害の経緯や自動車の運転を教える。粗暴で猜疑心が強く身勝手で、酒が大好物であった。本人の回想から大地震の後、生き残った人々を次々と殺し、彼らの所持していた金や宝石などを奪っていたことが分かる。また、サトルに対しても主従関係を求め、自身の指示に従わなかったり少しでも不穏な動きを見せると猟銃で威嚇し、食事を作らせるなどこき使う。最終的には東京を襲った地震に巻き込まれて命を落とす。
トラ
壊滅した東京で食料となる獲物を求めて徘徊していたトラ。震災で動物園の檻が壊れ、逃げ出したものと見られる。壊滅した東京でサトルを獲物として付け狙い襲う。銃に対して恐れを見せ、サトルが武器として構えた鉄パイプを銃と見間違えたことで一時退却する。その後、サトルを襲うも、猟銃を持つ男がサトルを助けに来た時も、銃で砲撃され逃亡した。最後は空腹により餓死した。
志賀老人
サトルが壊滅した東京で出会った老人。サトルが震災後、3番目に出会った人間である。失明しており、文明の崩壊に絶望して自殺を図る。しかし、サトルに助けられ献身的な介護を受けて気力と体力が徐々に回復する。最終的には『男』の手によって瀕死の傷を負い、息を引き取るが、死の間際に絶望のままの死から希望を与えられたサトルに感謝の言葉を述べる。
ロバート
サトルが富士山に向かう途中で出会った米国軍人。アメリカ本国も大地震で各都市の壊滅や暴動、狂乱した軍部隊の暴走も発生したが、国家体制を維持し、世界中の大異変に関する調査を行うだけの国力を残している。壊滅状態になった日本を調査するためペンタゴンから派遣された。実際は将兵不足により、非常召集された一般人の学生である。アメリカではグレースという彼女がいたが震災で喪った模様。日本語を話すことが出来たことで日本へと駆り出された。厭々調査に来ており、ロープを切断してサトル共々ウィリアムの殺害をも目論んだ。ウィリアムの死後はサトルと行動を共にし、その過程で彼と絆を結ぶ。しかし、一時的に目が見えなくなったサトルが足手まといになる事を危惧し、安全確認のため先行すると偽って置き去りにする。その際には何度も振り返っており、罪悪感は見せていた。その先で野犬であるシロの母犬に襲われ倒れるが、銃弾を数発撃ちこんでおり、事実上の相打ちとなった。その後、視力が戻ったサトルが現れるまで生きており、うつ伏せに倒れ熱中症となっていた。しかし、仰向けになってサトルが水を採ってくる間に、烏に啄まれ死亡した。
ウィリアム
サトルが富士山に向かう途中で出会った米国軍人。ロバートの上官で英語しか話せない。元々職業軍人だったと思われるため、ロバートよりも相応の覚悟を持って行動しているが、ロバートが荷物を失った際に激昂し、険悪な雰囲気となる。ウィリアムもまた、ロバートよりも勇気と逞しい生存能力を持つサトルを信用していたと思しき描写もある。サトルが逸れた後もロバートと共に調査を続けたが、火山弾が直撃して、苦しみのあまり自ら汚染されていると調査したはずの川の水を飲んで死亡する。サトルがロバートと合流した際には、既に遺体は埋葬されていた。
シロ
ロバートとウィリアムがサンプルとして富士樹海で捕まえた子犬。名付け親はサトルである。ロバートとウィリアム亡き後、奇妙な運命からサトルと行動を共にすることになる。
当初は自分で餌を捕ることもできなかった上、見当違いな行動を起こしてサトルを振り回すなど、「1人分食い扶持が増えた」と愚痴をこぼさせるペットのような存在だった。しかし、サトルと共にサバイバル生活を過ごしていく過程で、徐々に動物特有の野生の勘が磨き上げられ、素早い野うさぎを捕らえたり、獰猛な猪におくびもせず対等に闘えるまでになった。旅を続けていく中で、サトルと種族の枠を超え強い信頼関係を築いたが、ふとした事から両者ははぐれてしまう。
サトルと生き別れになった後、野犬の群れに加わったが、群れのボスから目を付けられ、執拗に攻撃を受けるようになる。しかし、サトルとの生活の中で成長したシロは、群れのボスを間一髪で倒すことに成功し、一躍群れのボスの地位に立つこととなる。
その後、サトルを襲撃した野犬の群れのボスとして、サトルと再会を果たす。かつてサトルと共に旅した子犬の頃の面影を残さないほど成長するだけの歳月が過ぎており、当初は対面しても互いのことが判らなかった。仲間を殺したサトルを倒すため、群れのボスとして一対一の決闘を挑み、あと一歩でサトルを殺せるというところまで追い詰める。しかし、間近で彼と対峙したことで相手がサトルであることを確信し、戦いを止めた。そして、群れのボスの地位を降りることと引き換えに、怒り狂う群れの攻撃からサトルを守り抜いた後、つがいのメス、そしてサトルと旅をした子犬の時期に瓜二つの子供を連れ、別れを告げるかの如く遠吠えをし、感涙するサトルの前から去っていった。
シロの母犬
シロと共に行動していた母犬。首輪をしている。サトルはその首輪に見覚えがあり、かつて自分が飼っていた「サリー」ではないかと見ていた。ロバートとの死闘の末、崖から落ちて死亡し、烏に啄まれていた。
マリ親子
少女マリとその父親。他の人々と共に集落を築いていたがバッタの襲来で畑が全滅する。さらに病で次々と仲間が動けなくなり、自ら殺してもらい集落を捨て出て行った。マリの父親も病気で動けなくなった為、嫌がるマリを無理やり連れて行かせて父親は集落に残るが、マリは父親の元へ戻って来る。サトルが集落を訪れた際、マリは父親を殺しに来たと誤解し彼を追い出そうとしていた。サトルと一時心を通わすも、壊滅した世界で絶望しかないと悟った父親は娘の将来を憂い、無理心中する形で共に飛び降り自殺した。
インコ
サトルが旅の途中で一時行動を共にする事となったセキセイインコ。空腹だったサトルがセキセイインコの巣がある木からインコの卵と雛を食料として幾つか食す。そして腹を満たしたサトルだが、怪我した1羽のインコを見つけ食べずに助けた為、サトルの肩に乗り、旅に同行する。山中でサトルが大量のサツマイモが入った袋を見つけて取りに行こうとした際、その場に毒性の硫黄臭が充満している事を察知し、サトルに危険を知らせた。最後は脱獄犯罪者のメンバーに捕獲され、焼き鳥となって食われた。
脱獄犯罪者メンバー
ご隠居を筆頭に行動している、ボスの ゲン（仲間からゲン兄貴と呼ばれている）ら9人の大人達。いずれも大地震で崩壊した刑務所から脱獄した犯罪者である。刑務所に逆戻りになることを防ぐため、またゲンが配下の者に尊大な態度を取り続けるためにも、余計な発言をするサトルを始末しようと企む。この時点で警察という機関は既に壊滅していたが、彼らは大地震の後ひたすら潜伏していたためそのことを知らなかった。
ボスのゲンは最後、ご隠居から奪った銃でサトルとご隠居を撃とうとするが、引き金を引いた際、銃が暴発しゲンは死亡した。その銃はご隠居が自身の寝床で長期間地中に埋めて隠していた為、錆び付いて使えるか分からない代物だった。
その後他のメンバーはサトルの体験談を聴いたことと、ご隠居が今際の際に放った言葉に従い、世の中の現状を確かめるべく解散し去っていった。
ご隠居
脱獄犯罪者メンバーの最年長者。ゲンたちに捕まって危害を加えられそうになったサトルを匿った。犯罪者だがサトルのこれまでの生活や目の当たりにした経験談に耳を傾け、サトルがご隠居にも黙ってこの場を逃げ出そうとした際も、仲間に嘘をつくことで彼を庇った。サトルを崖から突き落とそうとした犯罪者メンバー1人が誤って崖から転落死した際、犯罪者たちから叱責されると予測し、サトルと共に逃亡することを決意した。地中に埋めて隠していた銃を携帯し逃亡するが、追ってきた犯罪者たちに捕まる。また元々病も患っていた為、最後は病死する。
辰野
プロ野球チーム「イーグルス」の元ピッチャー。プロ初勝利と完封をかけマウンドに立つが、悲願達成まであと1球というところで、巨大地震によりその夢は潰えた。その後生きながらえ、仲間と共に村を作り1年掛かりで荒れ果てた大地を開墾していたが、当時流行していたインフルエンザに似た感染症により仲間全てを喪う。独り身となったものの、強い精神力で仲間の遺志を受け継ぎ、畑を耕し大根やジャガイモを育てていたところにサトルが訪れる。元プロ投手だけあって投石の精度と威力は非常に高い。
プロ野球で鍛え上げられた逆境に負けない精神力、感染症に負けない体力、世界が崩壊する中でも失われない倫理観、敵をも快く受け入れる包容力と、劇中ではサバイバル生活に最も適応力のある人物として描かれている。サトルに対しても好意的で、彼をもってして「俺に兄貴がいたらと想像したらまさに辰野さんこそ理想」と言わしめた。去り際にもサトルに対し貴重な食料を分け与えた。
東京流民メンバー
東京からやってきた生き残りで、30人の大所帯。辰野が開墾した畑の作物を盗み続け、さらに後日畑を手に入れようと身勝手な交渉を提示した。辰野がそれに応じなかったため、畑を強奪すべく辰野とサトルを襲撃した。しかし、辰野の仲間たちの死因となった悪性の感染症に罹ったことで、辰野へ助けを乞う。最終的にはかろうじて辰野の元まで辿り着いた3人はおろか、いずこかに残していたメンバーたちも感染症によって全滅した。
小見山晴彦
廃墟化したトンネルで助手の瀬川と共に暮らしていた地球物理学者の博士。かつてはT地震研究所長で、地震予知連絡会議の会員でもあり、大地震の地殻大変動を6ヶ月も前に予知していた。しかし、その説が大規模過ぎた為、学界からも信用されず、週刊誌などでも笑いもののネタにされる。小見山本人も自身が予知した地震の規模が計算上あまりにも大きかった為、驚きとショックで錯乱していた。
地震で全身を打ち付けたことにより、正気を取り戻す。実は過去にサトルの家族と遭遇しており、足を怪我していた場面で杖代わりにとピッケルを貰っていた。
瀬川
小見山の助手。長い間小見川の世話を焼いており、トンネルではナメクジや蝙蝠、椎茸などを食していた。瀬川いわく廃墟化したトンネルには260日間住んでいる。
カー公
サトルがロープウェイ乗り場で出会った人懐こいカラス。当初サトルに煙たがられるも、サトルがハンググライダーを製作をしている間、彼の側で見守っていた。またサトルも次第に馴れ餌を与えていた。サトルがハンググライダー飛行を決行した際、共に飛んでいた。
和夫、祖父（松じい）
サトルが辿り着いた、村の少年とその祖父。村付近の野山でうさぎ狩りをしていたところ、サトルと出会って友人となり村に連れて来た。祖父は弓矢作りの名人で、サトルも精密さに驚いていた。
火守りじい
和夫が住む村の住民。山火事が起きた時、向かい火で火を消そうとしており、種火の達人である。
さつき、神主
和夫が住む村の娘とその父親である神社の神主。さつきは神主により強制的に、大地震を予言した生き神とされ、村人たちから崇められていた。村に辿り着いたサトルを神主は災いをもたらすと村から追い出そうとするが、さつきはサトルが村に居座ることを認め、サトルを好意的に捉えていた。
サブ
和夫が住む村の男。神主の右腕として村人たちを仕切っていた。サトルを風来坊呼ばわりする。卑怯な性格で、和夫の祖父からは心がひん曲がっていると評されていた。山火事の際は食料を持ち逃げしようとするが、荷量が重すぎたことで川に転落し、溺死した。
シゲオ、ユウジ
双子の兄弟の少年。シゲオは知性のある少年、双子の兄のユウジは対照的に行動力のある少年である。兄弟仲は悪く、シゲオは廃墟化した学校で洋子と3人の仲間の少年と暮らしていた一方、ユウジは仲間の少年6人と穴倉で暮らしていた。湖付近の町が大地震の影響で町が陥没した際、シゲオや洋子たちは陥没しなかった学校にいた為、無事だった。ユウジたちは町が消えたことを知らず、たまたま隣町に遊びに行っていたことで助かった。その為、シゲオはユウジを嫌悪しており、ユウジもまたシゲオたちを嫌悪していた。ユウジは草むらでの弓矢対決で、ユウジから親分の座を奪い取ろうとした少年と対決した際、弓矢で殺めている。やがて崩落しつつあった廃墟の学校は川の氾濫により崩壊するが、その際シゲオも川に飲み込まれる。洋子からそのことを聞かされるもユウジは無視し、救助に向かおうとはしなかった。しかし万事休すのところで、ユウジが駆け付け川に飛び込みシゲオを救った。その後、シゲオとユウジは和解し、シゲオたちとユウジたちは力を合わせて共に生きていこうと約束を交わした。
洋子
シゲオたちと廃墟の学校で暮らしていた少女。裏切ったオサムの行方を気にかけており、シゲオと対立するユウジたちの縄張りに侵入し、仕掛けられていた罠に掛かり身動きが取れなくなっていたところを、サトルに助けられた。
ツネ
サトルの家族が暮らしていた村の男。父（岩造）母（セイ）と妹がいる。サトルの父とは仲が良く、友情の印としてサトルの父が大切にしていた時計を貰い、宝物としていた。
不良少年
災害前の回想で登場。サトルに、ポケットにたまった綿埃を火口にして火熾しをする知識を授け、ナイフ投げなどの手ほどきもした。母親からは交際をやめるよう釘を刺されていたが、サトルは文明崩壊後の生活で「彼から教えてもらったことの方が役に立った」と評している。綿埃と金属片を使った火熾しを「ネリカン式マッチ」と呼んでいることから、鑑別所に入れられた経験もある模様。
車の男
サトルが見つけた車の中で死体として発見された男。竜巻に巻き込まれ死亡した。竜巻に遭遇するまでは車で移動していた模様。サトルに埋葬された。

## サバイバルで使われた道具・グッズ・食料

### ワイド版 1巻
Danger1
キャンプに来ていたサトルが持っていた初期装備。
- 懐中電灯
- 水筒
- リュックサック - Danger1の最後で穴を開けられ魚を捕るために使われた。
- ロープ
- カメラ
- ナイフ
- コンパス
- チョコレート

Danger2
- カメラのフィルム - 火おこしに使われたが一回ですべてを使い切ってしまった。
- 魚 - Danger1の最後で捕らえた魚。

Danger3
- 鳥 - 偶々投げたい石が当たり捕らえることが出来た。
- 蛇

Danger4
- 魚の開き
- 鳥の干し肉
- 竹で作った弓矢
- 折れ釘で作った釣り針
- 竹で作った釣竿
- パンツのゴムで作ったウキ

Danger5
- ノコギリ・金槌・ナタ・食器・なべ - 海に沈んだ家から集めた道具。
- 英語で書かれたサバイバルブック - 燻製の作り方や、シェルターの作り方、投擲武具などについて書かれてあった。

Danger6
- ニガクリタケ
- ホンシメジ

Danger8
- ウサギ
- 石弓
- 熊 - サトルを襲うが返り討ちに、燻製や毛皮としてサトルの命を救った。
- ユキノシタ

Danger9
- 海底で拾ってきたフォーク - 火で炙って傷口の消毒に使われた。
- フグ - ネズミを追い払うのに使われたが効果は一度きりであった。

Danger11
- 崖を利用して作った新しい住居

Danger12
- アキコが乗ったボート
- アキコが持ってきたコーヒー
- アキコが持ってきた米
- アキコが持ってきた缶詰 - しばらく食料の主力となる。

Danger13
- アキコの古着 - サトルが着ることになるハートの刺繍の入ったセーター。

Danger14
- カスミ網 - アキコの提案で鳥を採るために編まれた網。
- 松脂 - アキコが網を編むための照明として使われた。

Danger15
- ドラム缶風呂 - ただし、これを作るためにナタが使い物にならなくなった。

### ワイド版 2巻
Danger1
- ウーメラ

Danger2
- アサリ - すさまじい海の浸食作用により、もともと山であった島でも採れるようになった。
- ハマグリ

Danger3
- カモシカ
- 土器 - アキコが試行錯誤の末、壊れずに作ることのできた器。
- 蛇 - ネズミよけに飼われた。
- 島の地図 - 春になったことをきっかけにボートで島を回り作成。
- ササの実

Danger6
- シェルター - 再度地震によって神ノ島への避難を余儀なくされたサトルが作った第3の家。
- 弓切り式火起こし - カメラのレンズなど初期の道具を全て前の住処においてきたため急遽拵えた道具。
- フキ - 食用の時期は過ぎていたがササやぶのお陰で柔らかさを失わず食べることができた。

Danger7
- 野草 - 体調を崩したアキコのためにサトルがその身を持って毒の有無を確かめ薬草として確保した。

Danger8
- イカダ - アキコの死を契機に島を捨てる事になったサトルが作ったもの。

Danger9
- 缶詰 - 島から出て最初に手に入れた食料、アスパラ、カニ、グリンピースの缶詰。
- ビール - 飲料水の代わりとして確保された。

Danger11
- 自転車 - 東京へ向かうことを決意したサトルが修理した。

Danger13
- 野菜の種 - 廃墟と化した東京のデパートから回収、同時に本屋にあった本から農業の知識も得る。

Danger14
- 鉄パイプで作った偽の散弾銃 - 虎を一度だけ追い返すことが出来た鉄パイプを用いて制作。

Danger15
- 春菊 - サトルが初めて栽培に成功した野菜。

### ワイド版 3巻
Danger1
- 春菊、ほうれん草、小松菜、白菜、キャベツ、ネギ - 前話から少し時間が経過しており、かなりの野菜作りに成功していた。
- 一斗缶 - 穴を開けられコンロ代わりに使われた。
- 紙幣 - 「男」が廃墟から集めたもので、サトルは焚付に使った。

Danger2
- 無線機

Danger3
- 缶詰 - 鯖缶、鮭缶、すき焼きの缶詰の3つ。志賀老人に食べさせるために廃墟から発見。

Danger6
- 塩素酸カリ - 逆上した「男」から逃げる際に忍び込んだ薬品室で発見。
- 硝酸ストロンチウム - 上記薬品と共にファイアーマジックに使われた。
- 白砂糖 - 炭素の代わりとしてファイアーマジックで使われた。
- 登山靴
- 雨合羽
- 固形燃料
- 水筒
- リュックサック - 東京に止めを刺した地震後に家族を追いかけることを決意したサトルが新たに道具を回収した。

## Another story
連載時は物語中盤の出来事とされていたが、世界的な地殻変動による巨大地震という物語全体の背景に対し、本作はその影響をまぬがれた閉鎖的な環境という異質な舞台設定になっているため、リイド社からの刊行時に本編とは別の番外編として扱われるようになっている。

### あらすじ（番外編）
サトルが辰野と別れて2週間後、旅の途中に川で溺れている男の子を助けようとしたサトルは自分も溺れ、意識を失ってしまった。目覚めるとそこはとある医院家族の家で、窓の外には地震があったことが嘘のように家々やビルが立ち並び、多くの明かりが灯っていたが、人間の息遣いが聞こえない街であった。

### 登場人物（番外編）
ミキ
愛川家の長女。少女ながらサトルに危険が及びそうになると一緒に逃げたり、自分が身代わりになるなど優しい性格。
学（まなぶ）
愛川家の長男でミキの弟。おじいさんを探しに来て誤って川で溺れていた所をサトルに助けられた。
愛川家の人々
開業医を営む愛川氏とその妻、及び祖母。学の命の恩人のサトルをしばらく家に匿った。医者で市長の診察をしているため比較的豊かな生活をしている。
数日前まで祖父も一緒に暮らしていたが、60歳の誕生日を迎えた為、市長の政策により「地方」に追放されてしまっている。
浮浪者の男
寺のお堂の下に暮らしていた中年男。サトルが治安局に追われて偶然逃げこんだ寺で出会った。名前は不明だが、サトルから「おじさん」と呼ばれていた。当初はサトルが持っていた食券目当てに親しげに接してきたが、元々、市長の利己的な統治に対し、強い恨みつらみを抱えていたらしく、最終的にはサトルと生死を共にし、頼りになる味方となる。治安局に見つかり、サトルと一緒に地熱発電所を動かす為の労働者としてQ地区で強制労働をさせられたが、サトルと一緒に強制労働の場から脱獄をしたり、市長を倒す為に市民達を立ちあがらせて反乱を先導するなどの活躍を見せるなど、行動力に恵まれた人物。反乱の成功後は、街の住民達にみんなの力で街を作り直していこうと先頭に立ち演説していた。
パン泥棒の少年
空腹から、ある男のパンを盗んだ為、追われていた少年。謝って許してもらう様にサトルに説得されるが、食い物泥棒は人殺しより罪が重いと言われる。治安局に捕まるも隙を見て逃亡した。
地下街の労働者
街の地下街の工事現場で働かされていた男達。ちょっとした事が原因で罪人となり、地下街造りの為の工事現場で労働者として働かされていた。治安局に追われるサトルとミキが地下街に辿り着いた時、サトルとミキを治安局の言う事を無視して匿った。最後は地下街の工事現場が崩落して犠牲となった。
市長
街を治める人物。元は地熱発電所の所長。地熱発電所と街があった廃墟の跡地に集落が出来た時、街を再建し人々に再び文明的な生活を与えるとして市長になった。しかし、増え続ける人口に食料が追いつけないと言う理由で、老人は働けないからと地方へ追い出したり、よそ者や働かない、あるいは病気などで働けない者を犯罪者として連衡し、街作りの為と称して危険な作業場で強制労働させたりするなど、眼に余る独裁的な政治を推し進めていた。
肥満体で、愛川氏によると食事制限しないと命に関わるとのことだが、好きなものを好きなだけ食べる生活を送っている。
市庁を建て、そこに根城に街を治める。自分の銅像も造っている。本人は地震前のような文明人の生活の場を与えた功労者だと自負しているが、強権的な治安組織で各所を監視し、市民に厳しい生活を強いているため独裁者として恐れられている。最後は怒りに火のついた市民の反乱で倒され、市庁も燃やされた。
秘書
街の市長の右腕的な秘書を勤める男。市長に忠実でいつも市長と一緒におり、一緒に行動を共にしている。市民の反乱が起きた時、市庁から市長と食料を持ち去り、逃げようとするも、無理だと判断し、市長に逆らって逃げようとする。最終的には市長と一緒に市民に袋叩きにされた。
治安局
市長の部下達。軍服姿の服装をし、棍棒や鞭で武装し、馬にも乗っている。市長の命令で、街の見回りや、住民の監視をしたり、強制労働者の見張りなど、秘密警察の様な事をしている。

### 街の様子など
街全体は高い塀によって外の地域とは遮断されており、外の地域は「地方」と呼ばれている。
元々はサトルが『サバイバル』本編で見てきた他の地域と同じく廃墟だらけだったが、電力供給システムが無事だったことにくわえて、各種の機械類が顕在だった為、市長の指導力により復興した。
市庁があり、市長は市庁を根城にして街を治めていた。市庁には全市民の名簿が分かる市民台帳から、食料品や医薬品や衣類など、市民の生活に必要な品が、全て保管されていた。最後は市民の反乱により、市庁が襲われ、強奪の末、燃やされた。
市民の食事や服は「配給キップ」「衣料キップ」によって交換するという方法で、市長は愛川医院で診察を受けて代金としてこれらのキップで払っている。食べ物が多くないためチョコレート1欠は、ダイヤモンドより貴重とされている。
街に学校は一応あるが、特別な人種（市長の手足となる上層階級）しか教わらない様な事（エリート教育）しか教えていない為、ミキや学はその特別な人種に成りたくない為、学校に行っていない。
治安局の局員の武装が棍棒のみであった事から、拳銃や銃といった武器はない模様。
街に車はないが、市民の乗り物として自転車が普及している。
公園の広場には市長が造った市長自身の銅像がある。
郊外に地震の被害の影響を受けずに済んだ地熱発電所があり、街の電気はその地熱発電から賄われている。地熱発電を動かす為、それぞれの地区の工事現場で強制労働者が働かされていた。

### ルールなど
- 生き残った人々が集まって街となったが、人口増加に伴い貴重な食料を賄うため厳しいルールができあがった。また、治安局（警察のようなもの）と呼ばれる人間たちが市民を取り締まっており、人々は怯えている。
- この街では殺人よりも食べ物泥棒が重罪で、捕まると死刑や強制労働などの重い罰が与えられる。強制労働になると街の地下街の工事現場などの街造りの労働や、地熱発電を動かす為のある工事現場に連れていかれ、辛い仕事を課せられる。
- 街の市民だと証明する身分証がいる。身分証を持ってない者は街に居る事を認められない。
- 夜の外出や犬、猫などを飼う事などが禁止されている。また薬品の数も限られているため、診察許可証がない者に対して診察を行うのは規則違反となっている。
- 毎月15日になると60歳の誕生日を迎えたものは「地方」に出されることになっている。

## 書誌情報
単行本
少年サンデーコミックス（小学館）、全22巻（現在は絶版）。
ワイド版
1994年8月 - 1995年6月、リイド社から発売。
1. 1994年8月6日初版発行（同日発売）、ISBN 4-84-580298-8
2. 1994年10月7日初版発行（同日発売）、ISBN 4-84-580299-6
3. 1994年12月9日初版発行（同日発売）、ISBN 4-84-580300-3
4. 1995年2月9日初版発行（同日発売）、ISBN 4-84-580198-1
5. 1995年4月16日初版発行（1995年4月14日発売）、ISBN 4-84-580199-X
6. 1995年6月8日初版発行（同日発売）、ISBN 4-84-580200-7

- Another Story 1995年6月23日初版発行（同日発売）、ISBN 4-84-580197-3

文庫版
2001年6月 - 11月、リイド社から発売。
1. 日本壊滅 2001年6月11日発売、ISBN 4-84-582136-2
2. 寒波襲来 2001年6月11日発売、ISBN 4-84-582137-0
3. 東京全滅 2001年7月10日発売、ISBN 4-84-582138-9
4. 飢餓都市 2001年7月10日発売、ISBN 4-84-582139-7
5. 富士噴火 2001年8月9日発売、ISBN 4-84-582140-0
6. 炎天地獄 2001年8月9日発売、ISBN 4-84-582141-9
7. 猛獣来襲 2001年9月7日発売、ISBN 4-84-582142-7
8. 疫病流行 2001年9月7日発売、ISBN 4-84-582143-5
9. 地殻異変 2001年10月9日発売、ISBN 4-84-582144-3
10. 地球転生 2001年10月9日発売、ISBN 4-84-582145-1

- Another Story 2001年11月8日発売、ISBN 4-84-582152-4

## ドラマレコード
フィリップスレコードから「ステレオ劇画」シリーズの一作として"スペースサイザーレコーディング"なる立体音響録音のドラマを発売。
出演
- 富山敬
- 神谷明
- 吉田理保子

スタッフ
- 脚色　仲倉重郎
- 音楽　森下登喜彦

## ラジオドラマ
NHK-FM青春アドベンチャーにて2011年1月24日 - 2月4日に放送。
- 山田諒
- 鈴木一功
- 高橋長英
- 野村昇史
- 水野あや
- 土屋良太
- 山下真琴
- 小林達雄
- 有薗芳記
- 朝倉伸二
- サミ・ポップ
- 壌晴彦語り
- IKKAN

## リメイク

### サバイバル2000
2000年、『週刊少年サンデー』の「20世紀最大の読み切りシリーズ」の1作として七月鏡一脚本で制作された続編。

### サバイバルNEO
岡田鯛作画、2007年にリイド社の少年漫画雑誌『月刊少年ファング』で連載が始まるが、第1回掲載号で休刊となる。その後、2008年に『コミック乱 別冊昭和』（リイド社）にて設定やストーリーを改めて再開されるが、雑誌の休刊により第3回で打ち切りとなる。

### サバイバル〜少年Sの記録〜
『マンガボックス』にて2015年4月から2018年11月まで連載（first series)。原作はさいとう・たかを、作画は宮川輝。主人公の鈴木サトルがハイキング中に遭難した時点でスマートフォンや携行食を所持しているなど、連載開始当時の現実を反映したアレンジが施されている。原作とは異なり、東京には相当数の住民が存在しており、わずかながら米軍による支援が行われている。ラストは、岐阜県に向かった家族の元に向かい、少年が一人で旅立っていくところで、物語は終了する。
鈴木サトル
主人公の14歳の少年。
アキナ
名前は、原作の「アキコ」から「アキナ」に変更されている。やや精神的に情緒不安定ながらも、原作よりも適応能力のある明朗活発な性格に変更されており、原作のように島では死亡せずに、サトルと共に米軍に救出されている。